# Primo & Epico
The Colóns es un equipo en pareja de lucha libre profesional, compuesto por Primo Colón y Epico Colón quienes trabajaron anteriormente en la WWE bajo el nombre de The Colóns.
En realidad, son primos legítimos provenientes de Puerto Rico. Ambos pertenecen a una familia de luchadores puertorriqueños como Carlos Colón Sr. y Carlos Colón Jr, más conocido como Carlito. Tras su cambio a The Colons, no es igual a The Colóns, equipo que fue formado por Primo y su hermano Carlito.
Dentro de sus logros, fueron Campeones en Parejas de la WWE.

## Historia

### WWE (2011–2020)

#### Primo & Epico (2011–2013)
En el episodio de SmackDown del 4 de noviembre, Epico debutó en el plantel principal como heel y fue realizado con Hunico, su excompañero cuando ambos utilizaban máscaras en FCW. En el episodio de SmackDown del 11 de noviembre, Primo, el primo legítimo de Epico, estuvo en la esquina de este cuando se unió a Hunico saliendo victoriosos en contra de los Uso. En el episodio de Superstars del 17 de noviembre, derrotaron a los Uso. El 21 de diciembre, Rosa Mendes se alió al grupo como su valet, cuando se enfrentaron a Percy Watson & Titus O'Neil en un dark match antes de Raw. En el episodio de Superstars del 1 de diciembre, el grupo hizo su debut televisivo cuando Primo derrotó a Kofi Kingston con Epico y Rosa en su esquina, siendo disociados de Hunico.
Tras esto, comenzaron una rivalidad con los Campeones en Pareja de la WWE Air Boom, derrotando ambos a Evan Bourne y Kofi Kingston en combates individuales, seguido de dos victorias sobre Air Boom de parte de Primo & Epico en combates tag team sin el título en juego en el WWE Tribute to the Troops del 13 de diciembre y en el episodio de Superstars del 15 de diciembre. Tuvieron una oportunidad por los títulos en WWE TLC: Tables, Ladders & Chairs, pero no lograron ganar.
A principios de 2012, continuaron su rivalidad con los Campeones en Parejas Air Boom, siendo siempre derrotados en los combates individuales, pero ganando en un combate de parejas sin el título en juego. Finalmente, en un evento en vivo  de Raw el 15 de enero, derrotaron a Air Boom para conseguir el Campeonato en Parejas de la WWE. La noche siguiente en Raw, defendieron sus campeonatos en una revancha.

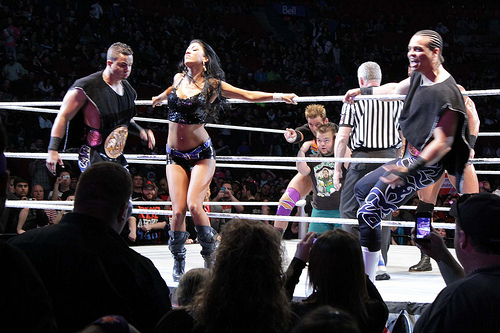
Primo & Epico como los Campeones en Pareja de la WWE siendo acompañados por Rosa Mendes.

Una vez acabado el feudo, obtuvieron victorias sin el título en juego, derrotando a varios equipos como los de Jim Duggan & Santino Marella, Mason Ryan & Alex Riley y The Usos; sin embargo, perdieron un combate frente a Kofi Kingston y su nuevo aliado, R-Truth. En el episodio de Raw del 27 de febrero, lograron defender el título ante los equipos de Kingston & R-Truth y Dolph Ziggler & Jack Swagger. En el dark match de WrestleMania XXVIII, volvieron a retenerlo en combate contra The Usos y Justin Gabriel & Tyson Kidd. Sin embargo, empezaron a quejarse por la poca importancia que les daban dentro de la empresa, por lo que el Agente de Talentos A.W. les ofreció sus servicios de gestión, señalando que los Campeones en Pareja habían sido tratados igual que un chiste, quedando fuera de WrestleMania y Extreme Rules. En el episodio de Raw del 30 de abril, perdieron sus títulos ante Kingston & R-Truth.
Después de perder los títulos, en mayo, Primo, Epico y Mendes se unieron a la agencia de talentos de A.W. Sin embargo, después de haberse unido a All World Promotions, no tuvieron ninguna lucha televisada hasta No Way Out, donde fue anunciado que la cláusula de revancha de 30 días por los Campeonatos en Parejas había expirado y, por consiguiente, tendrían que competir contra Justin Gabriel & Tyson Kidd, The Usos y The Prime Time Players (Titus O'Neil & Darren Young) para ganar una oportunidad por los títulos. Durante el combate, A.W. los traicionó, costándoles el combate directamente y aliándose con los ganadores del combate, the Prime Time Players, cambiando Primo & Epico a face. Al día siguiente, en Raw, derrotaron a the Prime Time Players por cuenta fuera después de que O'Neil & Young abandonaran el combate. Los equipos continuarían con su rivalidad en Superstars con Epico perdiendo frente a Young y Primo derrotando a O'Neil en singles matches. En Money in the Bank, Primo & Epico derrotaron a los Prime Time Players. Tras esto, ambos continuaron en la empresa sin feudos o historias.

#### Los Matadores (2013-2016)

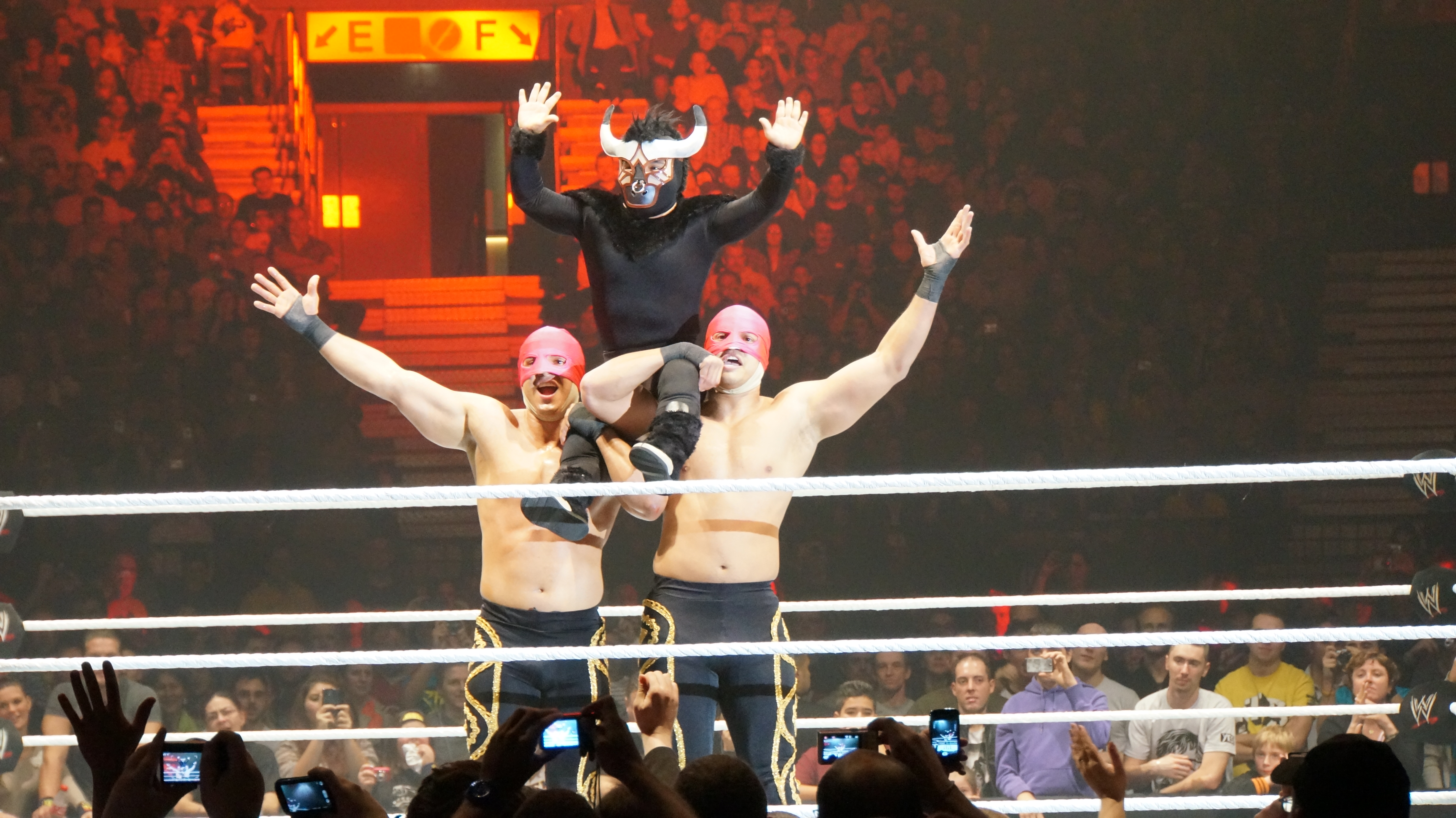
Primo & Epico como Los Matadores, acompañados por El Torito.

El 19 de agosto de 2013, se emitió un vídeo promocionando el debut de un nuevo gimmick de toreros españoles, Los Matadores. Ambos debutaron el 30 de septiembre en Raw, llamándose Diego (Primo) y Fernando (Epico) y también acompañados por El Torito. Esa noche derrotaron a 3MB (Heath Slater & Jinder Mahal). El 4 de marzo en Main Event lucharon por los Campeonatos en Parejas de la WWE contra The Usos, aunque no lograron ganar. Después de la lucha El Torito atacó a Billy Gunn. El 6 de abril en WrestleMania XXX perdieron una oportunidad con los títulos en juego contra The Usos, The Real Americans y RybAxel (Ryback & Curtis Axel), fueron los primeros eliminados. En Battleground, Diego participó en la batalla real por el Campeonato Intercontinental eliminando a Damien Sandow, pero siendo eliminado por Ryback.
En Wrestlemania 31 partiticiparon nuevamente en una lucha por los Campeonatos en Parejas junto a los campeones Tyson Kidd & Cesaro, The New Day (Kofi Kingston & Big E) y The Usos (Jimmy  & Jey Uso) donde fueron derrotados.
Luego se pactó una lucha en Elimination Chamber donde se enfrentarían Los Matadores, The Lucha Dragons, The Prime Time Players, Cesaro & Tyson Kidd, The Ascension y The New Day en un Tag team Elimination Chamber Match (el primero en la historia de WWE) siendo The New Day los ganadores.
Consiguieron una victoria en el Raw del 20 de julio sobre los campeones The Prime Time Player, tras un "Backstabber" de Diego, gracias a una distracción de The New Day, cambiando a heel. El 27 de julio en Raw, fueron derrotados por The Lucha Dragons. El 30 de julio en Smackdown, hicieron equipo con Lucha Dragons,y se enfrentaron a The New Day y a The Ascension en un 8-Man Tag Team Match, saliendo victoriosos y cambiando a face.
Volvieron a enfrentarse a ellos el 3 de agosto en Raw, saliendo esta vez derrotados.El 10 de agosto fueron derrotados por The New Day,y ese mismo día, se anunció que en Summerslam, Los Matadores tendrían una oportunidad por los Campeonatos en Parejas, frente a The Prime Time Players, The New Day y Lucha Dragons, en un Fatal 4-Way Tag Team Match. El 17 de agosto en RAW hicieron equipo con The New Day, enfrentándose a Lucha Dragons y a los Campeones en Parejas de la WWE, Prime Time Players; Durante el combate, Xavier Woods distrajo a Titus O'Neil, aprovechando Fernando para aplicarle un <<Backstabber>>, pero El Torito empujó a Woods, por lo que se empezaron a golpear, distrayendo a Fernando, aplicándole Kalisto una <<Diving Hurricanrana>>, realizando conteo y triunfando el equipo adversario.
El 20 de agosto en Smackdown se enfrentaron a The New Day, pero esta vez en un 6-Man Tag Team Match donde participaron El Torito y Xavier Woods, donde fueron derrotados. En Summerslam, fueron parte de un Tag Team Fatal Four Way Match por los Campeonatos en Parejas de WWE contra The Lucha Dragons, The Prime Time Players y The New Day y; aunque tuvieron un excelente combate, fueron derrotados por The New Day.
El 7 de septiembre en RAW se enfrentaron a The Dudley Boyz, sin embargo fueron derrotados después de que Fernando golpeara accidentalmente a Diego, regañándolo El Torito, causando una distracción, que terminó en un 3D por parte de Dudley Boyz. Después de la pelea, Diego atacó
a El Torito por haber causado la distracción cambiando ambos a Heel , pero sin embargo, The Dudley Boyz le aplicaron un 3D sobre una mesa. El 8 de septiembre en Main Event se enfrentaron a Prime Time Players, saliendo derrotados. Poco después no volvieron a aparecer por el resto del año, y parte del 2016.

#### The Shining Stars (2016-2017)
El 4 de abril de 2016 en RAW, salió una promo de ambos desde Puerto Rico, dando por terminado el gimnick de Los Matadores y aunque no mencionaban sus nuevos nombres, los siguientes episodios de Raw mostraron que ambos volvieron a ser Primo & Epico en su nuevo gimnick llamado The Shining Stars.
El 16 de mayo en Raw, reaparecen como heels venciendo a dos luchadores locales.
El 19 de julio en Raw, fueron transferidos a Raw como parte del Draft. El 25 de julio en Raw, tuvieron su primera derrota frente a Enzo & Big Cass gracias a una interferencia por parte de R-Truth y Goldust pero ganaron su revancha contra los mismos, también utilizaron su gimnick y participaron durante el cuarto aniversario del Consejo Mundial de Lucha Libre (WWC).
El 17 de octubre en Raw, se unieron con Titus O'Neil, y al entrar al ring regalaban folletos ofreciendo condominios en Puerto Rico. En ese show fueron derrotados por Goldust, R-Truth y Mark Henry, y en la siguiente semana fueron derrotados nuevamente por Goldust y R-Truth. El 7 de noviembre en Raw, Primo y Epico se enfrentaron a Goldust y R-Truth por un cupo para ser parte del Team Raw en el Tag Team Traditional Survivor Series Match de Survivor Series. En Survivor Series, el Team Raw derrotó al Team SmackDown Live. A inicios de año, participaron en diversas luchas con los equipos de Raw. En WrestleMania 33, participaron en el André The Giant Memorial Battle Royal pero no lograron ganar. El 10 de abril en Raw, formaron equipo con Gallows & Andreson contra Cesaro & Sheamus y The Hardy Boyz pero fueron derrotados, siendo esta su última lucha en Raw. El 11 de abril en SmackDown, fueron enviados a SmackDown como parte del Superstar Shake-Up donde atacaron a American Alpha después de que éstos fueran derrotados por The Usos.

#### The Colons (2017-2020)
El 18 de abril en SmackDown, debutaron pero esta vez bajo el nombre de The Colons, donde derrotaron a American Alpha.
Después de eso, estuvieron ausentes, debido a una lesión de Epico, regresaron en el SmackDown Live! del 28 de agosto se enfrentaron a The Bar(Cesaro & Sheamus),Luke Gallows & Karl Anderson en una Triple Threat Match en la primera ronda por una oportunidad por los Campeonatos en Parejas de SmackDown Live! de The New Day(Big E, Kofi Kingston & Xavier Woods) en Hell In A Cell, sin embargo perdieron.
Su último combate en WWE se dio en un Dark Match del SmackDown Live! del 26 de febrero de 2019, donde fueron derrotados por The Heavy Machinery(Otis Dozovic & Tucker Knight), luego pasarían a ser compartidos con WWC.
El 15 de abril de 2020, The Colons fueron liberados oficialmente de sus contratos de la WWE.

## En lucha
- Movimientos finales
  - Como Los matadores
    - El picador (Double wrist-lock Samoan drop)
    - Combinación de powerbomb y double knee backbreaker

  - Como Primo & Epico
    - Double Backstabber (Double double knee backbreaker)[29]

  - Como The Colóns
    - Combinación de powerbomb y double knee backbreaker

  - Como The Shining Stars
    - The Shining Star (Legsweep (Primo) / Jumping enzuigiri (Epico) combinación)
- Movimientos de firma
  - Primo aplica un Suplex a Epico (o viceversa) desde el lateral cayendo sobre un oponente caído
  - Dropkick (Primo) / Slingshot elbow drop (Epico) (combinación)
  - Irish whip (Epico) / Dropkick (Primo) (combinación)[30]
  - Side Russian Legsweep (Epico) / Leg sweep (Primo) (combinación)[31]
  - Suplex de Primo o Epico seguido de un slingshot somersault senton (Primo) o un  springboard elbow drop (Epico)[32]
- Managers
  - El Torito
  - Rosa Mendes[8]
  - A. W.[24]
  - Layla
  - Summer Rae

## Campeonatos y logros
- WWE

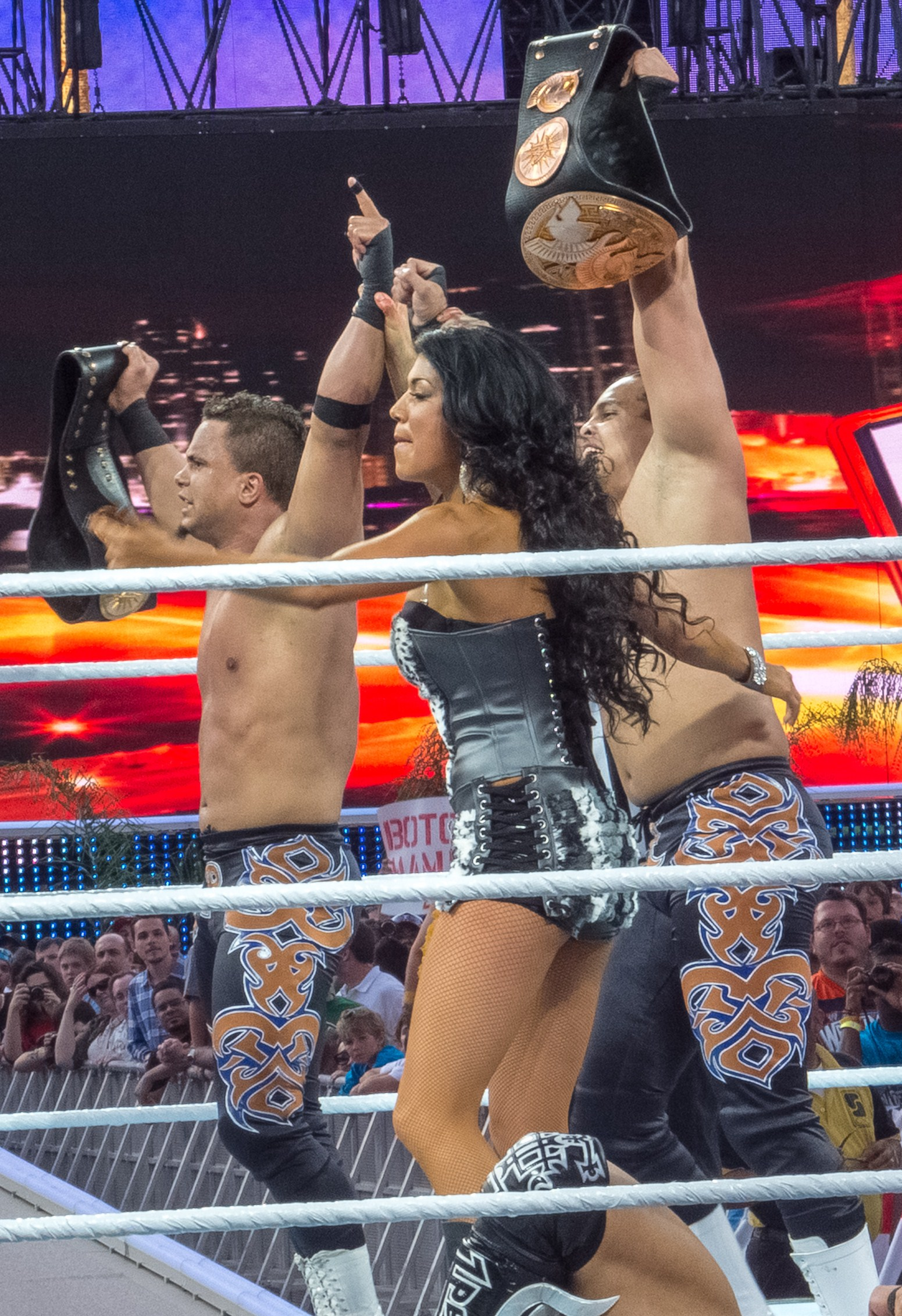
Primo & Epico como Campeones en parejas de WWE

  - WWE Tag Team Championship (1 vez)[33]